# شهيد الله (الرقة)
شهيد الله قرية سورية تتبع ناحية الجرنية في منطقة الثورة في محافظة الرقة. بلغ عدد سكانها 592 نسمة في عام 2004 حسب إحصاء المكتب المركزي للإحصاء.